# Le Trou d'obus
 (janvier 2019).
Le Trou d'obus est une bande dessinée française de Jacques Tardi, publiée en 1984 chez l'éditeur Imagerie Pellerin, dans la collection Images d'Epinal. 

## Résumé

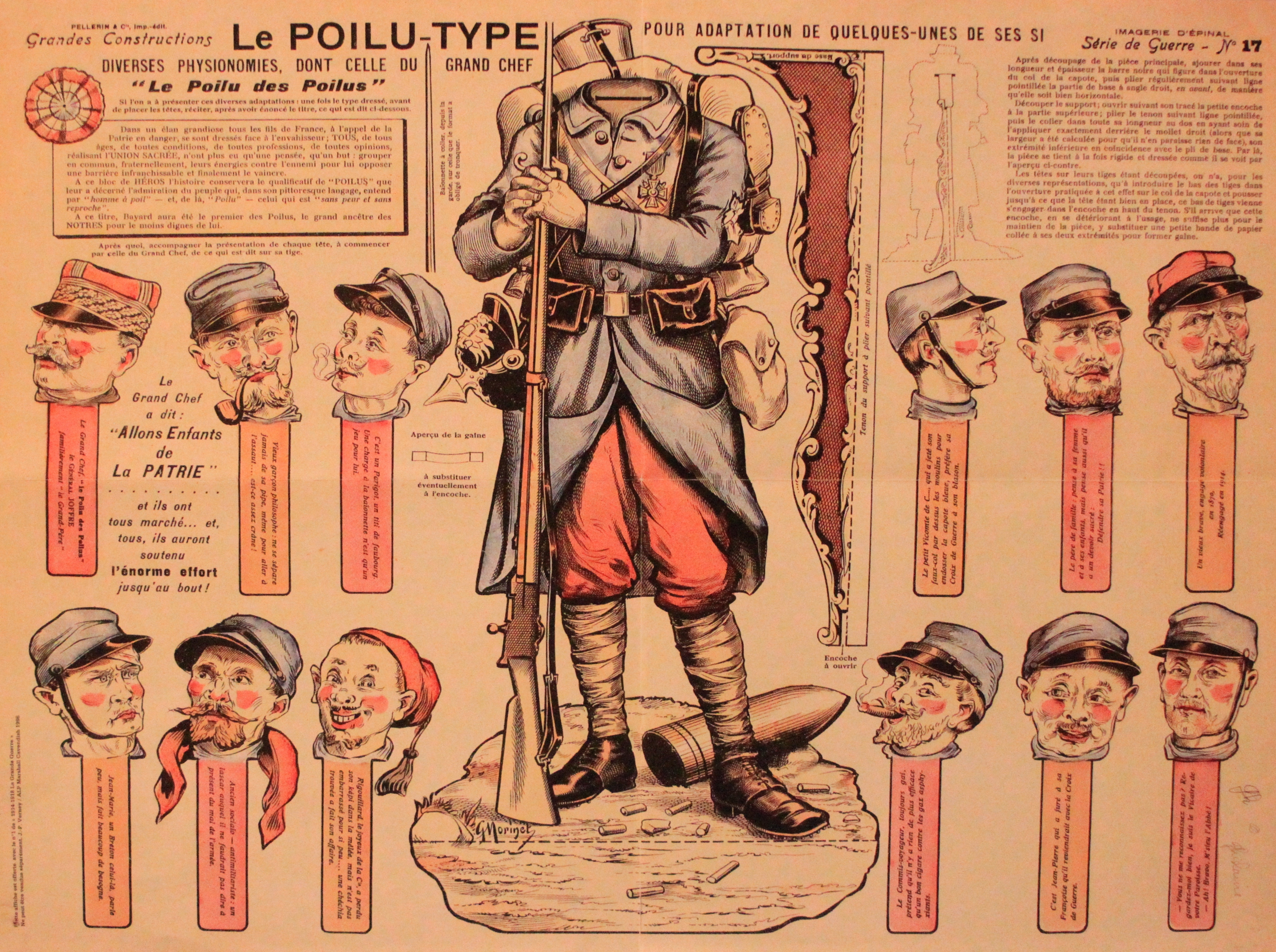
Image d'Épinal d'époque (1915) avec un poilu aux têtes interchangeables